# صيدعلي (مقاطعة دلفان)
صيدعلي (بالفارسية: صیدعلی) هي قرية تقع في قسم نورعلي الريفي (مقاطعة دلفان) في إيران. يقدر عدد سكانها بـ 241 نسمة بحسب إحصاء 2016.